# Литиерс
Литие́рс (др.-греч. Λιτυέρσης) — персонаж древнегреческой мифологии. Фригийский царь, в плен к которому попадают Талия и Дафнис. Его именем называлась сатировская драма Сосифея «Дафнис, или Литиерс». Отличался обжорством.
Сын Мидаса, который вызывал всех чужеземцев на состязание в косьбе и ударом косы убивал после победы. Геракл убил его.